# Afusellaments a Saragossa

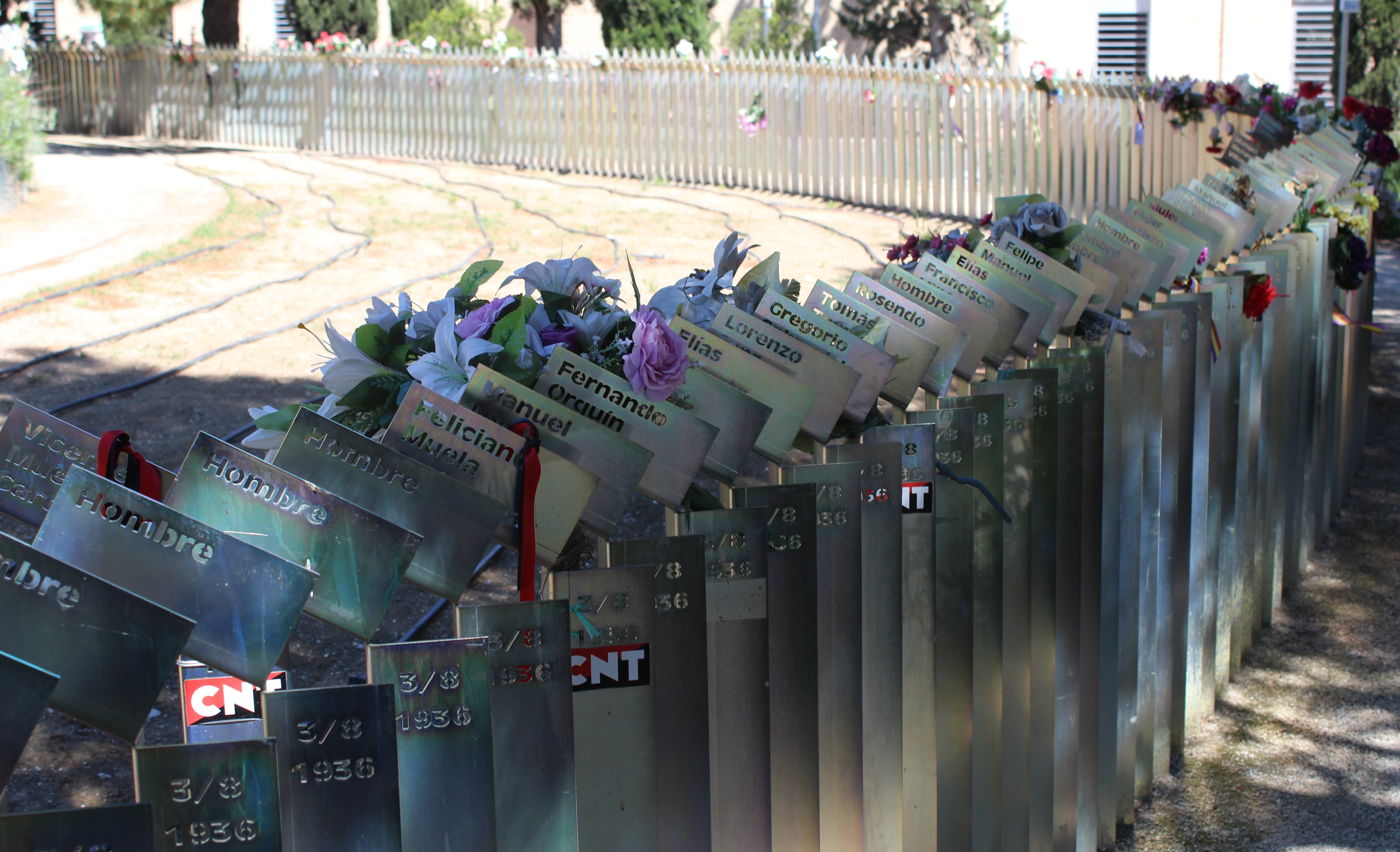
Detall del memorial a las víctimes. Cada barra representa un afusellat.

Els afusellaments de Saragossa són les víctimes per afusellament que el bàndol nacional va fer a la ciutat de Saragossa.
Durant la Guerra Civil espanyola i el període posterior de repressió del franquisme van ser afusellades a la ciutat de Saragossa 3.543 persones a les tàpies del cementiri de la localitat, el cementiri de Torrero: 3.096 durant la guerra i 447 després, totes elles per causes polítiques en pertànyer o ser membres de famílies entre els integrants de les quals havien republicans. D'elles, 607 víctimes no han estat identificades.
Els afusellaments es van desenvolupar cada dia ininterrompudament des de la matinada del 19 de juliol de 1936 fins al 20 d'agost de 1946, una mica més de deu anys. Els afusellats eren saragossans la majoria, encara que hi van ser enterrats aragonesos de 327 municipis diferents. Entre els afusellats, segons consta en el llibre de registre del cementiri, es trobaven menors, dones i ancians, famílies senceres represaliades, entre els 13 i els 78 anys.
Les bales van acabar per traspassar la paret del cementiri afectant als nínxols que es trobaven a l'altre costat, i va haver de reforçar-se la tàpia amb sacs terrers i taules de fusta. Els cadàvers van ser enterrats al peu de les tàpies en dues grans rases sense caixes i amb els seus objectes personals escampats.
En 1979, a iniciativa del primer alcalde democràtic durant la transició, Ramón Sainz de Varanda, les restes d'uns 2.500 afusellats van ser traslladats a una fossa comuna sota un monument que assenyala "a quants van morir per la llibertat i la democràcia". A l'octubre de 2010 es va inaugurar un monument a totes les víctimes en el cementiri, que consta de 3.543 plaques d'acer galvanitzat i en cadascuna d'elles es recull el nom d'una víctima diferent, excepte les més de 600 no identificades, amb un recorregut en espiral de 500 metres que es triga quinze minuts a recórrer.
Un part substancial de la informació de l'època va ser subministrada pel frare caputxí Gumersindo de Estella, que va assistir als afusellats en la presó de Torrero i que va ser recollint les seves impressions en un quadern que va ser publicat en 2003 pels historiadors Tarsicio de Azcona i José Ángel Echevarría amb el títol de Fusilados en Zaragoza. 1936-39. Tres años de asistencia espiritual a los reos. L'historiador Julián Casanova Ruiz va realitzar, juntament amb un equip d'investigadors, la tasca d'identificació de les víctimes.